# Ilja Alexandrowitsch Mussin
Ilja Alexandrowitsch Mussin (russisch Илья Александрович Мусин; * 24. Dezember 1903jul. / 6. Januar 1904greg. in Kostroma, Russisches Kaiserreich; † 6. Juni 1999 in Sankt Petersburg, Russische Föderation) war ein russischer Dirigent, Hochschullehrer und Theoretiker in der Kunst des Dirigierens.

## Leben
Mussin studierte zunächst Klavier, dann bis zum Abschluss 1930 Dirigieren bei Nikolai Malko und Alexander Gauk. 1934 wurde er Assistent von Fritz Stiedry bei den Leningrader Philharmonikern. 1937 wurde er als Dirigent zum Staatsorchester der Weißrussischen Sozialistischen Sowjetrepublik nach Minsk berufen. Da er sich weigerte, in die Kommunistische Partei der Sowjetunion einzutreten, wurde seine Laufbahn als Dirigent eine Zeitlang beschnitten. Deshalb wandte er sich dem Unterricht zu und gründete die sogenannte Leningrader Orchesterdirigentenschule. Während des Zweiten Weltkriegs hielt er sich von 1941 bis 1945 in der Hauptstadt der Usbekischen Sozialistischen Sowjetrepublik, in Taschkent, auf. Dort dirigierte er zum Beispiel zum ersten Jahrestag des deutschen Überfalls auf die Sowjetunion, am 22. Juni 1942, eine Aufführung der 7. Sinfonie von Dmitri  Schostakowitsch. Als Dirigent trat er außerhalb Russlands erstmals 1996 in London mit dem Royal Philharmonic Orchestra auf.

## Tätigkeit als Lehrer
Seit dem Jahre 1932 lehrte Mussin am Sankt Petersburger Konservatorium, damals Leningrader Konservatorium, das Fach Dirigieren, ab 1961 als Professor. Seine Art zu dirigieren hat er in mehreren Büchern vertreten und eine große Anzahl berühmter junger Dirigenten unterrichtet. Zu diesen zählen neben vielen anderen Rudolf Barschai, Semjon Bytschkow, Yakov Kreizberg, Tugan Sochijew, Odysseas Dimitriadis, Sian Edwards, Martyn Brabbins, Alexander Walker, Juri Temirkanow, Waleri Gergijew, Ennio Nicotra, Leonid Kortschmar, Ricardo Chiavetta, Oleg Swerew, Oliver Weder und Teodor Currentzis.

## Auszeichnungen und Ehrungen
- 1939: Volkskünstler der Weißrussischen Sozialistischen Sowjetrepublik.
- 1983: Volkskünstler der RSFSR.[1]
- 1987: Orden des Roten Banners der Arbeit.

## Veröffentlichungen
- 1967: Die Technik des Dirigierens (in russischer Sprache). Muzika Publishing House, Leningrad.
- 2006: Die Sprache der Gesten des Dirigenten (in russischer Sprache: Jazyk dirizheskogo zhesta). Muzika Publishing House, Moskau, ISBN 5-7140-1193-7.
- 2014: The Techniques of Orchestral Conducting. Mellen Press, Lewiston 2014, ISBN 978-0-7734-0051-1 (englisch).
- 2023: The Language of the Conductor’s Gesture (Язык дирижёрского жеста) – Übersetzt ins Englische von Daniel Boico. Sfera Publishing.